# Liste der Kulturdenkmale in Hanerau-Hademarschen
In der Liste der Kulturdenkmale in Hanerau-Hademarschen sind alle Kulturdenkmale der schleswig-holsteinischen Gemeinde Hanerau-Hademarschen (Kreis Rendsburg-Eckernförde) aufgelistet (Stand: 19. Mai 2025).
Die Bodendenkmale sind in der Liste der Bodendenkmale in Hanerau-Hademarschen aufgeführt.

## Legende
In den Spalten befinden sich folgende Informationen:
- Objekt-ID: die Nummer des Kulturdenkmales
- Lage: die Adresse des Kulturdenkmales und die geographischen Koordinaten. Kartenansicht, um Koordinaten zu setzen. In der Kartenansicht sind Kulturdenkmale ohne Koordinaten mit einem roten Marker dargestellt und können in der Karte gesetzt werden. Kulturdenkmale ohne Bild sind mit einem blauen Marker gekennzeichnet, Kulturdenkmale mit Bild mit einem grünen Marker.
- Offizielle Bezeichnung: Bezeichnung des Kulturdenkmales
- Beschreibung: die Beschreibung des Kulturdenkmales
- Bild: ein Bild des Kulturdenkmales

## Sachgesamtheiten
| Objekt-ID      | Lage                                               | Offizielle Bezeichnung | Beschreibung | Bild                             |
| -------------- | -------------------------------------------------- | ---------------------- | --- | -------------------------------- |
| 40881 Wikidata | Propst-Treplin-Weg 6a (54° 7′ 34″ N, 9° 24′ 37″ O) | Kirche St. Severin     | Aktualisierung vorgesehen - Begründung: geschichtlich, künstlerisch, städtebaulich, Kulturlandschaft prägend - Schutzumfang: Kirche St. Severin mit Ausstattung, Kirchhof, Grabmale bis 1870, Feldsteinwall | weitere Fotos \| Fotos hochladen |

## Bauliche Anlagen
| Objekt-ID     | Lage                                                | Offizielle Bezeichnung             | Beschreibung | Bild                             |
| ------------- | --------------------------------------------------- | ---------------------------------- | --- | -------------------------------- |
| 6453 Wikidata | Gut Hanerau (54° 7′ 7″ N, 9° 26′ 39″ O)             | Herrenhaus                         | Alteintragung (Aktualisierung vorgesehen) - Begründung: Alteintragung (Aktualisierung vorgesehen) - Schutzumfang: Alteintragung (Aktualisierung vorgesehen) - Denkmaltyp: Bauliche Anlage | Fotos hochladen                  |
| 9327 Wikidata | Gut Hanerau (54° 7′ 6″ N, 9° 26′ 37″ O)             | Scheune                            | Alteintragung (Aktualisierung vorgesehen) - Begründung: Alteintragung (Aktualisierung vorgesehen) - Schutzumfang: Alteintragung (Aktualisierung vorgesehen) - Denkmaltyp: Bauliche Anlage | Fotos hochladen                  |
| 2835          | Holstenstraße 9 (54° 7′ 43″ N, 9° 24′ 55″ O)        | Wohn- und Wirtschaftsgebäude       | Wohn- und Wirtschaftsgebäude; um 1838; Zweiständerfachhallenhaus unter Reeteindeckung mit seitlichem Stallanbau und erweitertem Wirtschaftstrakt - Begründung: geschichtlich, städtebaulich, Kulturlandschaft prägend - Schutzumfang: Wohn- und Wirtschaftsgebäude, - Denkmaltyp: Bauliche Anlage | BW                               |
| 10064         | Im Kloster 12 (54° 7′ 37″ N, 9° 24′ 43″ O)          | Alte Schule                        | Alte Schule; 1883; zweigeschossiger Ziegelbau unter Satteldach mit Schiefereindeckung - Begründung: geschichtlich, städtebaulich - Schutzumfang: Alte Schule, - Denkmaltyp: Bauliche Anlage | BW                               |
| 2071 Wikidata | Mannhardtstraße 66 (54° 7′ 14″ N, 9° 26′ 27″ O)     | Wohnhaus (ehem. Strumpfwirkerei)   | Alteintragung (Aktualisierung vorgesehen) - Begründung: geschichtlich, städtebaulich - Schutzumfang: gesamtes Objekt - Denkmaltyp: Bauliche Anlage | Fotos hochladen                  |
| 7942 Wikidata | Mannhardtstraße 67 (54° 7′ 13″ N, 9° 26′ 30″ O)     | Wohnhaus, ehem. Leinenfabrik       | Alteintragung (Aktualisierung vorgesehen) - Begründung: geschichtlich, städtebaulich - Schutzumfang: gesamtes Objekt - Denkmaltyp: Bauliche Anlage | Fotos hochladen                  |
| 7787 Wikidata | Mannhardtstraße 76 (54° 7′ 13″ N, 9° 26′ 38″ O)     | Wassermühle Hanerau                | Alteintragung (Aktualisierung vorgesehen) - Begründung: geschichtlich, wissenschaftlich, technisch, Kulturlandschaft prägend - Schutzumfang: gesamtes Objekt - Denkmaltyp: Bauliche Anlage | weitere Fotos \| Fotos hochladen |
| 4070 Wikidata | Propst-Treplin-Weg 6 a (54° 7′ 35″ N, 9° 24′ 44″ O) | Kirche St. Severin mit Ausstattung | abgebrannt 2003, Wiederaufbau in Anlehnung an den vorherigen Zustand; Alteintragung (Aktualisierung vorgesehen) - Begründung: geschichtlich, künstlerisch, städtebaulich - Schutzumfang: gesamtes Objekt - Denkmaltyp: Bauliche Anlage, Sachgesamtheit: Kirche St. Severin                        | weitere Fotos \| Fotos hochladen |

## Gründenkmale
| Objekt-ID      | Lage                                                | Offizielle Bezeichnung       | Beschreibung | Bild                             |
| -------------- | --------------------------------------------------- | ---------------------------- | --- | -------------------------------- |
| 9052 Wikidata  | Gut Hanerau (54° 7′ 6″ N, 9° 26′ 24″ O)             | Gutspark (Park Wilhelmshain) | Alteintragung (Aktualisierung vorgesehen) - Begründung: geschichtlich, wissenschaftlich, künstlerisch, Kulturlandschaft prägend - Schutzumfang: Gutspark (Park Wilhelmshain), Mühlenteich - Denkmaltyp: Gründenkmal      | weitere Fotos \| Fotos hochladen |
| 22343 Wikidata | Gut Hanerau (54° 7′ 9″ N, 9° 26′ 36″ O)             | Gutsinsel mit „Neuem Garten“ | Alteintragung (Aktualisierung vorgesehen) - Begründung: geschichtlich, wissenschaftlich, künstlerisch, Kulturlandschaft prägend - Schutzumfang: gesamtes Objekt - Denkmaltyp: Gründenkmal                                | Fotos hochladen                  |
| 22342 Wikidata | Gut Hanerau (54° 7′ 10″ N, 9° 26′ 28″ O)            | Zufahrtsallee (Kastanien)    | Alteintragung (Aktualisierung vorgesehen) - Begründung: geschichtlich, Kulturlandschaft prägend - Schutzumfang: gesamtes Objekt - Denkmaltyp: Gründenkmal                                                                | Fotos hochladen                  |
| 7961 Wikidata  | Gut Hanerau (54° 7′ 7″ N, 9° 26′ 14″ O)             | Herrnhuter Gottesacker       | Alteintragung (Aktualisierung vorgesehen) - Begründung: geschichtlich, wissenschaftlich, künstlerisch - Schutzumfang: gesamtes Objekt - Denkmaltyp: Gründenkmal                                                          | BW                               |
| 20692 Wikidata | Propst-Treplin-Weg 6 a (54° 7′ 33″ N, 9° 24′ 35″ O) | Kirchhof                     | Alteintragung (Aktualisierung vorgesehen) - Begründung: geschichtlich, Kulturlandschaft prägend - Schutzumfang: Kirchhof, Grabmale bis 1870, Feldsteinwall - Denkmaltyp: Gründenkmal, Sachgesamtheit: Kirche St. Severin | Fotos hochladen                  |

## Quelle
- Liste der Kulturdenkmale in Schleswig-Holstein – Kreis Rendsburg-Eckernförde

- Karte mit allen Koordinaten:
- OSM |
- WikiMap